# Дебальцівський повіт
Деба́льцівський пові́т — адміністративно-територіальна одиниця Донецької губернії з центром у місті Дебальцеве.

## Географія
Дебальцівський повіт розташовувався у центрі Донецької губернії. Проіснував із грудня 1920 р. по листопад 1922 р.
Станом на 1921 рік складався із 30 волостей:
| №  | Назва волості                           |
| -- | --------------------------------------- |
| 1  | Андріївська                             |
| 2  | Боково-Платівська (Боково-Платонівська) |
| 3  | Вільхівська (Ольховська)                |
| 4  | Государ-Байрацька                       |
| 5  | Грабівська                              |
| 6  | Дмитрівська (Дмитріївська)              |
| 7  | Єсаулівська (Осавулівська)              |
| 8  | Зайцівська                              |
| 9  | Залізнянська (Железнянська)             |
| 10 | Зуївська                                |
| 11 | Іванівська                              |
| 12 | Картушинська                            |
| 13 | Корсунська                              |
| 14 | Краснокутська                           |
| 15 | Криндачівська (Красний Луч)             |
| 16 | Ново-Павлівська                         |
| 17 | Олексієво-Орловська                     |
| 18 | Оленівська                              |
| 19 | Петрове-Красносільська                  |
| 20 | Петро-Павлівська                        |
| 21 | Ребриківська                            |
| 22 | Ровенецька (Рівенецька)                 |
| 23 | Скотуватська                            |
| 24 | Степанівська                            |
| 25 | Троїцько-Харцизька                      |
| 26 | Фащевська                               |
| 27 | Чернухинська (Чорнухинська)             |
| 28 | Чистяківська                            |
| 29 | Штерівська                              |
| 30 | Ясинуватська                            |